# Макс Рихтер
Макс Рихтер (на английски и на немски: Max Richter) е британски композитор, роден в Западна Германия. Значително повлиява постминималиската композиция и в обединението на съвременните класически и алтернативни популярни музикални стилове от началото на 2000-те. Рихтер е класически обучен, завършил е Кралската музикална академия и учи заедно с Лучано Берио в Италия.
Рихтер е известен със своята плодотворна продукция: композиране и записване на собствената си музика; писане за сцена, опера, балет и екран; продуциране и сътрудничество по записите на другите; и сътрудничество с изпълнители, инсталатори и медийни изпълнители. Той е записал осем самостоятелни албума, а музиката му е широко използвана и в киното.